# Provincia Ituri
Provincia Ituri este o unitate administrativă de gradul I, una dintre cele 25 noi provincie ale Republicii Democratice Congo, create în reîmpărțirea din 2015.
Provincia Ituri se află pe malul vestic al lacului Albert. 
Reședința sa este orașul Bunia.